# Jasmine Trinca
Jasmine Trinca (Roma, 24 de abril de 1981) é uma atriz italiana. Em sua carreira, ela ganhou um David di Donatello, quatro Nastro d'Argento, dois Globos de Ouro, dois Ciak d'Oro, o Premio Marcello Mastroianni no Festival Internacional de Cinema de Veneza, o Prêmio Gian Maria Volonté e o prêmio Un certain regard como melhor atriz.

## Filmografia
| Ano  | Título                        | Papel           | Nota(s) |
| ---- | ----------------------------- | --------------- | --- |
| 2001 | La stanza del figlio          | Irene Sermonti  | Guglielmo Biraghi Award Globo de Ouro de Melhor Atriz Revelação do Ano Golden Ciak de Melhor Atrz Coadjuvante Indicada—David di Donatello de Melhor Atriz Coadjuvante Indicada—Nastro d'Argento de Melhor Atriz Coadjuvante |
| 2003 | La meglio gioventù            | Giorgia Esposti | Nastro d'Argento de Melhor Atriz Indicada—David di Donatello de Melhor Atriz Coadjuvante |
| 2004 | La fuga degli innocenti       | Tilla Nagler    | Minissérie |
| 2005 | Manuale d'amore               | Giulia          | |
| 2005 | Cefalonia                     | Elena           | TV movie |
| 2005 | Romanzo criminale             | Roberta         | |
| 2006 | Il caimano                    | Teresa          | Indicada—David di Donatello de Melhor Atriz Coadjuvante Indicada—Golden Ciak de Melhor Atriz Coadjuvante |
| 2007 | Piano, solo                   | Cinzia          | |
| 2008 | Il grande sogno               | Laura           | Marcello Mastroianni Award |
| 2009 | Ultimatum                     | Luisa           | |
| 2011 | House of Tolerance            | Julie           | |
| 2012 | Ti amo troppo per dirtelo     | Francesca       | |
| 2013 | Un giorno devi andare         | Augusta         | Indicada—David di Donatello de Melhor Atriz |
| 2013 | Miele                         | Irene           | Nastro d'Argento de Melhor Atriz (também por Un giorno devi andare) Globo de Ouro de Melhor Atriz Indicada—David di Donatello de Melhor Atriz                                                                               |
| 2013 | Une autre vie                 | Aurore          | |
| 2014 | Saint Laurent                 | Talitah Getty   | |
| 2015 | The Gunman                    | Annie           | |
| 2015 | Wondrous Boccaccio            | Giovanna        | |
| 2015 | You Can't Save Yourself Alone | Delia           | Indicada—David di Donatello de Melhor Atriz Indicada—Nastro d'Argento de Melhor Atriz |
| 2016 | Tommaso                       | Chiara          | |
| 2017 | Slam: Tutto per una ragazza   | Antonella       | Netflix |
| 2017 | Fortunata                     | Fortunata       | David di Donatello de Melhor Atriz Nastro d'Argento de Melhor Atriz Un certain regard - Prêmio do Juri de Melhor Atriz |
| 2018 | On My Skin                    | Ilaria Cucchi   | |